# Enrico Bindi
Enrico Bindi (Pistoia, 29 settembre 1812 – Pistoia, 23 giugno 1876) è stato un arcivescovo e letterato italiano.

## Biografia
Enrico Bindi nacque a Canapale, frazione di Pistoia, figlio di Atto Bindi e Marianna Masi, da famiglia di contadini possidenti, il 29 settembre 1812. All'età di nove anni, in occasione del trasferimento della famiglia a Pistoia fu iscritto alla scuola esterna del Seminario vescovile della città. A tredici anni entrava in seminario e sotto la guida del canonico Giuseppe Silvestri si appassionò agli studi distinguendosi al punto che nel 1833 gli fu affidato l'insegnamento della grammatica.
Il 4 aprile 1835 fu ordinato sacerdote e nello stesso anno gli venne affidata la cattedra di materie umanistiche; resse questo ufficio fino al 1857, quando venne nominato rettore dell'Istituto di sapienza. Appartiene a questi anni il momento di maggior rigoglio della sua attività di erudito e traduttore di opere latine e greche, pubblicò inoltre sull'Archivio storico italiano tre lettere di Lorenzo il Magnifico agli operai di San Jacopo e allo spedalingo del Ceppo, corredate di note erudite. Nel 1844 pubblicò i Commentarii con un discorso sulla vita e sulle opere di Giulio Cesare, e nel 1850 Orazio, anch'esso con commento in italiano. Nel 1852 curò l'edizione delle opere di Bernardo Davanzati, corredata di nota biografica sullo scrittore. Nel 1853 diede alla luce Cenni sul teatro comico dei latini, opera propedeutica alla pubblicazione delle Commedie di Terenzio e di Plauto. Oltre ad un saggio sulla vita e le opere di Giovanni Arcangeli, suo amico, curò la traduzione dei sei libri del Sacerdozio di S. Giovanni Crisostomo e infine nel 1864 la traduzione delle Confessioni di Sant'Agostino, che ottenne una menzione commemorativa di Cesare Guasti nel rapporto dell'anno accademico 1875-76 degli Atti dell'Accademia della Crusca.
Parallelamente all'attività di erudito anche la carriera ecclesiastica e di insegnante subì degli avanzamenti: nel 1857 fu nominato rettore del Liceo Forteguerri, ma dopo soli due anni per ragioni politiche venne spostato a Pisa come professore di teologia dogmatica presso l'Università, ufficio che gli fu però tolto dopo soli due anni. Nel 1860 fu nominato dal vescovo Ferdinando Baldanzi rettore del Seminario collegio di Siena.
Rimase in tale città finché, il 27 marzo 1867, fu chiamato da papa Pio IX a reggere le diocesi di Pistoia e Prato; ricevette l'ordinazione episcopale il 22 aprile seguente dal cardinale Carlo Sacconi, coconsacranti gli allora arcivescovi e futuri cardinali Alessandro Franchi, segretario della Congregazione per gli affari ecclesiastici straordinari, e Giuseppe Berardi, sostituto per gli affari generali della Segreteria di Stato.
Negli anni in cui fu vescovo di tali diocesi si distinse per l'interesse e l'importanza che dette alla riforma dei seminari e degli studi condotti al loro interno.
Il 27 ottobre 1871 venne nominato arcivescovo di Siena da papa Pio IX.
A Siena fondò un secondo seminario in cui raccogliere gli studenti meritevoli, aprì un ricovero per giovani donne indigenti intitolato a santa Caterina da Siena e dotò le chiese prive di arredi sacri. In questo periodo ripubblicò le sue Lettere pastorali e iniziò la traduzione delle lettere di Sant'Agostino, opera che rimase incompiuta a causa della sua morte sopraggiunta il 23 giugno 1876. È sepolto a Pistoia nel cimitero della Arciconfraternita della Misericordia con un'epigrafe da lui scritta nel testamento. La città lo ricorda anche per il monumento opera del Duprè che si trova all'interno della cattedrale.

## Archivio
Il Fondo Enrico Bindi è conservato presso la Biblioteca Leoniana della Diocesi di Pistoia. La documentazione in parte donata da Cesare Guasti fa parte della raccolta manoscritti della Biblioteca Roncioniana. Una parte è costituita principalmente di manoscritti del XVIII e XIX sec., di argomento storico o religioso. La maggior parte dei testi raccolti è infatti strettamente connesso all’attività svolta da Enrico Bindi come religioso e vescovo. Sono inoltre presenti numerosi saggi della sua attività di traduttore di opere greche e latine. A questa sezione si aggiungono due codici cartacei di scritti vari: "Panegirici e altri discorsi sacri e morali", voll. 1 e 2 (cc. 297 e 118) e un carteggio composto da 127 lettere (1871-1876).

## Genealogia episcopale
La genealogia episcopale è:
- Cardinale Scipione Rebiba
- Cardinale Giulio Antonio Santori
- Cardinale Girolamo Bernerio, O.P.
- Arcivescovo Galeazzo Sanvitale
- Cardinale Ludovico Ludovisi
- Cardinale Luigi Caetani
- Cardinale Ulderico Carpegna
- Cardinale Paluzzo Paluzzi Altieri degli Albertoni
- Papa Benedetto XIII
- Papa Benedetto XIV
- Papa Clemente XIII
- Cardinale Bernardino Giraud
- Cardinale Alessandro Mattei
- Cardinale Pietro Francesco Galleffi
- Cardinale Giacomo Filippo Fransoni
- Cardinale Carlo Sacconi
- Arcivescovo Enrico Bindi